# Acacia courtii
Acacia courtii là một loài thực vật có hoa trong họ Đậu. Loài này được Tindale & Hersc. miêu tả khoa học đầu tiên.